# Finrod
Finrod Felagund es un personaje ficticio creado por el escritor británico J. R. R. Tolkien y que protagoniza varias historias de su legendarium. Aparece en El Silmarillion, en el poema épico La balada de Leithian y en los Anales Grises, así como en otro material disperso. Era un príncipe noldo, hijo mayor de Finarfin y Eärwen. Nacido en Valinor durante los días de los Árboles, marchó con otros noldor, llevando consigo también muchos tesoros, a la Tierra Media en busca de tierras más amplias. Aunque no buscaba los Silmarils como otros compañeros de viaje, sí padeció como ellos el hado de los Noldor.

## Etimología y significado de sus nombres y apelativos
El nombre de nacimiento de Finrod se usaba tanto en la lengua de su padre como en la de su madre. En sindarin significaba ‘hombre de cabellos eminentes’ y su forma en quenya era Findaráto.
Su nombre materno fue Ingoldo ("El Noldo"), igual que su padre, y así solían llamarlo sus hermanos. Este nombre en sindarin se traduciría como Angolod, aunque no se le llamó así nunca. Finrod fue el elfo que más amistad trabó con los Edain y por ello, muchos utilizaron su nombre y sería habitual en Númenor y más tarde en Gondor, aunque evolucionó hasta cambiar a Ingold.

## Historia ficticia
Finrod era un sabio elfo que amaba el arpa. Fue él quien descubrió la llegada de los hombres a Beleriand, cuando los hombres de la que sería conocida como Primera Casa de los edain llegaron a Beleriand al mando de Bëor el Viejo. Quienes por sus conocimientos y belleza lo llamaron Nóm que significa "El Sabio".
Cuando Finrod llegó a Beleriand se quedó con su tío abuelo Thingol hasta el momento en que fundó la Torre de Minas Tirith, en la isla de Tol Sirion, que cuidaba el paso del río Sirion hacia Beleriand.
Poco después, Finrod pidió el consejo de Thingol, ya que tiempo atrás el vala Ulmo se había comunicado con él y le había aconsejado buscar un lugar secreto donde tener su reino, lo mismo que sucedió con su primo Turgon (que después fundó la ciudad escondida de Gondolin). Thingol le habló entonces de las cavernas en el río Narog, lugar en el que fundó la poderosa ciudadela de Nargothrond y la capital del reino del mismo nombre, en donde muchos de los Noldor vivían con él y lo veneraban como su rey. Los Enanos fueron convocados por Finrod para que le ayudaran a construir sus mansiones dentro de las cavernas y por ello le llamaron Felagund (Felak-gûndu en khuzdûl, que significa "Excavador de Cuevas").
De todos los príncipes de los Noldor, el que más tesoros trajo de Tirion fue Finrod, quien con ellos mandó hacer muchos artefactos de joyería para los enanos de Nogrod y Belegost, entre los que se destaca el Nauglamír, el collar de los enanos, que posteriormente se vería mezclado en el hado de los Noldor, causando la destrucción del reino de Doriath.
Cuando los hombres ya se habían aliado con los elfos, el señor del pueblo de Bëor, Barahir, peleó al lado de Finrod en la Dagor Bragollach (la cuarta de las Batallas de Beleriand), y salvó la vida de Finrod. Este le dio en signo de agradecimiento su anillo real (hasta entonces conocido como el anillo de Finarfin), que más tarde se conocería como el anillo de Barahir, jurándole que si Barahir, o cualquiera de sus descendientes necesitaba alguna ayuda, él se la concedería.
Finrod nunca pronunció el juramento de Fëanor, y fue a la Tierra Media en busca de aventura y en lealtad a su tío Fingolfin. Debido a la protección de Ulmo, Nargothrond resistió mucho tiempo contra la sombra de Morgoth (hasta los tiempos de Túrin Turambar).
Un día Beren, hijo de Barahir, llegó a sus estancias en busca de ayuda portando el anillo de su padre. Le pidió ir con él hasta el trono del Señor Oscuro en busca de uno de los Silmarils, según petición de Thingol en prenda por su hija Lúthien, de quien se había enamorado. Finrod salió junto con Beren y otros diez compañeros, dejando Nargothrond a cargo de su hermano menor Orodreth.
La isla de Tol Sirion había sido asaltada por Sauron, el maia, que para entonces ya era conocida como Tol-in-Gaurhoth. Finrod y sus compañeros fueron descubiertos a pesar de ir disfrazados de orcos mediante la magia de Finrod, por Sauron, que los vio desde la torre, y extrañado de que un grupo de orcos no pararán a informar y siguieran velozmente hacia el norte. Mandó que fueran capturados y llevados ante él. De este modo se produjo la contienda entre Finrod y Sauron, imponiéndose este último. Los prisioneros fueron enviados a las mazmorras de su propia torre, sin embargo Sauron no supo de quiénes se trataba y torturó hasta la muerte a cada uno de los compañeros de Finrod y Beren, enviándoles uno de sus licántropos, pero ninguno habló. Después de unos días de cautiverio, sólo quedaban Beren y Finrod, y estando en peligro Beren, Finrod utilizó su magia para liberarse y luchar contra el licántropo enviado por Sauron, con las manos desnudas, venciendo, pero quedando herido de muerte. Finrod Felagund murió en el año 465 de la Primera Edad del Sol.
Sin embargo, debido a la lealtad demostrada por este noble elfo durante toda su vida para con todos los enemigos de Morgoth, tanto sus parientes más cercanos los Noldor, como sus familiares de raza Teleri, así como su ascendencia Vanyar (de la cual también era su amada Amarië), para con los enanos y para con los hombres, hasta el punto de entregar la vida por uno de ellos, fue perdonado (y premiado) por los Valar, de forma tal que su espíritu no permaneció por mucho tiempo en las Estancias de Mandos, sino que se le volvió a donar un cuerpo y desde entonces vive con los elfos de Aman, al lado de su padre.